# Moanasaurus
Moanasaurus es un género extinto de saurópsidos mosasáuridos que vivió durante el Maastrichtiense en el período Cretácico (era Mesozoica), hace entre 70-66 millones de años en el área de las actuales Japón y Nueva Zelanda.
Mosasaurus hobetsuensis Suzuki, 1985, descrito desde el Cretácico Superior de Hokkaido, Japón, ha sido referido a Moanasaurus por Street (2016).